# Wojciech Albiński (1977)
Wojciech Albiński (ur. 1977 w Ożarowie Mazowieckim) – polski pisarz, krytyk sztuki współczesnej i bibliotekarz.

## Życiorys
Ukończył w 2001 socjologię w Instytucie Stosowanych Nauk Społecznych Uniwersytetu Warszawskiego. 
W 2000 ukazały się drukiem jego debiutanckie wiersze w czasopiśmie Lampa i Iskra Boża. W 2005 podjął pracę copywritera w reklamie. Pracował w kilku warszawskich agencjach reklamowych. Jako pisarz prozy zadebiutował w 2011 książką Przekąski - zakąski. W 2012, w trakcie wypowiedzenia napisał książkę Jak czuć się dobrze, gdy cię wywalą (bo że to się stanie, to pewne). Jest autorem portretów publikowanych na łamach magazynu Szum, z którym współpracuje. Współpracuje także z Kulturą Liberalną, na łamach której publikuje m.in. felietony o sztuce. 
Był pracownikiem biblioteki publicznej w Ożarowie Mazowieckim. Od 1 maja 2019 do 1 sierpnia 2021 pełnił obowiązki dyrektora tej placówki. Od 2023 związany zawodowo z Centrum Edukacji Obywatelskiej.

## Twórczość

### Proza
- Wojciech Albiński: Przekąski - zakąski. Warszawa: Warszawska Firma Wydawnicza, 2011. ISBN 978-83-78050-45-2. Brak numerów stron w książce
- Wojciech Albiński: Jak czuć się dobrze gdy cię wywalą. Warszawa: Wydawnictwo Linia, 2014. ISBN 978-83-63000-33-2. Brak numerów stron w książce
- Wojciech Albiński: Oświęcimki. Warszawa: Wydawnictwo Nisza, 2014. ISBN 978-83-62795-35-2. Brak numerów stron w książce

### Wybrana poezja
- Wieloryb, Rewolucja, Sznur, Do braci owadów, Ptak nad jeziorem[11]